# Angelica Cheung
Pour les articles homonymes, voir Cheung.
Angelica Cheung, née en 1966 à Pékin, est une journaliste de mode chinoise, rédactrice en chef de Vogue China.

## Biographie
Fille d'un diplomate chinois, Angelica Cheung est née à Pékin en 1966. Elle étudie à l'Université de Pékin où elle obtient des diplômes en droit, en langue et littérature anglaises, puis une maîtrise en administration des affaires (MBA) de l'Université d'Australie Méridionale. Elle commence sa carrière de journaliste en 1993 à l’Eastern Express, un journal anglophone à Hong Kong.
En 2001, elle est nommée rédactrice en chef de Marie Claire à Hong Kong et, en 2003, directrice de la rédaction de Elle China à Shanghai. 
Deux ans plus tard, Angelica Cheung est sur le point de quitter sa carrière dans la mode pour devenir avocate quand l'éditeur Condé Nast décide de lancer Vogue en Chine et lui propose d'en prendre la direction. « À 36 ans environ, j'étais adulte, expérimentée, mondaine, et je pensais que c'était le moment de devenir enfin avocate ». Elle devient en 2005 la plus jeune des rédactrices en chef des éditions de Vogue. 
Elle quitte Vogue en 2020. En 2021, elle rejoint Sequoia Capital puis devient conseillère stratégique en Asie pour Ermenegildo Zegna,. 
Angelica Cheung a joué un rôle essentiel dans le développement de l'industrie chinoise de la mode. Elle a lancé en septembre 2005 le premier numéro du titre. Tiré initialement à 300 000 exemplaires, il a dû être réimprimé deux fois. Le tirage de Vogue Chine est maintenant d'environ 1,6 million d'exemplaires et avec sa présence sur internet, sa portée n'a jamais été aussi étendue. L’éditeur publie 16 numéros par an pour répondre à la demande et, selon le magazine Forbes, imprime 200 pages éditoriales de plus que son homologue américain.